# Giải bóng đá Cúp Quốc gia 2022
Giải bóng đá Cúp Quốc gia 2022, tên gọi chính thức là Giải bóng đá Cúp Quốc gia BaF Meat 2022 (tiếng Anh: BaF Meat - National Cup 2022) vì lý do tài trợ, là mùa giải thứ 30 của giải bóng đá Cúp Quốc gia, diễn ra từ ngày 5 tháng 4 và kết thúc vào ngày 27 tháng 11 năm 2022. Đây là năm đầu tiên Công ty Cổ phần Nông nghiệp BaF Việt Nam là nhà tài trợ chính của giải đấu. Giải đấu gồm 13 câu lạc bộ của giải V.League 1 và 12 đội của giải V.League 2 cùng tranh tài. Câu lạc bộ vô địch giải đấu sẽ đại diện cho Việt Nam tham dự vòng loại AFC Champions League 2023 hoặc vòng bảng Cúp AFC 2023, và giành quyền thi đấu trận Siêu cúp Bóng đá Quốc gia 2022.
Hà Nội đã giành chức vô địch lần thứ 3 sau khi đánh bại Topenland Bình Định 2–0 trong trận chung kết, qua đó trở thành câu lạc bộ đầu tiên vô địch Cúp Quốc gia trong 3 mùa giải liên tiếp.

## Phân loại giải đấu
| Vòng đấu  | Số đội bóng vào thẳng | Số đội bóng từ vòng trước |
| --------- | --- | ------------------------- |
| Vòng loại | 18 đội từ V.League 1 và V.League 2                                                                                            | —                         |
| Vòng 1/8  | 2 đội tham dự giải châu lục (Hoàng Anh Gia Lai và Viettel) 5 đội "may mắn" (được bốc thăm vào vị trí không phải đá vòng loại) | 9 đội thắng vòng loại     |
| Tứ kết    | — | 8 đội thắng vòng 1/8      |
| Bán kết   | — | 4 đội thắng vòng tứ kết   |
| Chung kết | — | 2 đội thắng vòng bán kết  |

## Bốc thăm
Lễ bốc thăm xếp lịch thi đấu các giải bóng đá chuyên nghiệp quốc gia mùa giải 2022 diễn ra bằng hình thức trực tuyến vào ngày 7 tháng 1 năm 2022.

### Thứ tự bốc thăm
- Lượt 1: Hai câu lạc bộ tham dự các giải đấu cấp câu lạc bộ châu Á trong năm 2022 là Hoàng Anh Gia Lai, Viettel được ưu tiên không phải thi đấu vòng loại, và được bốc thăm ngẫu nhiên vào hai trong bảy mã số 1, 8, 11, 14, 17, 20, 23.
- Lượt 2: 23 câu lạc bộ được bốc thăm ngẫu nhiên vào các mã số còn lại.

### Mã số thi đấu các đội
Những đội in đậm được đặc cách vào vòng 1/8.
| Mã số | Đội                   |
| ----- | --------------------- |
| 01    | SHB Đà Nẵng           |
| 02    | Hà Nội                |
| 03    | Công an Nhân dân      |
| 04    | Bình Phước            |
| 05    | Sông Lam Nghệ An      |
| 06    | Quảng Nam             |
| 07    | Becamex Bình Dương    |
| 08    | Thành phố Hồ Chí Minh |
| 09    | Huế                   |

| Mã số | Đội               |
| ----- | ----------------- |
| 10    | Sài Gòn           |
| 11    | Hoàng Anh Gia Lai |
| 12    | Hồng Lĩnh Hà Tĩnh |
| 13    | Nam Định          |
| 14    | Bà Rịa – Vũng Tàu |
| 15    | Phố Hiến          |
| 16    | Phú Thọ           |
| 17    | Đông Á Thanh Hóa  |
| 18    | Long An           |

| Mã số | Đội                 |
| ----- | ------------------- |
| 19    | Khánh Hòa           |
| 20    | Topenland Bình Định |
| 21    | Phù Đổng            |
| 22    | Hải Phòng           |
| 23    | Viettel             |
| 24    | Cần Thơ             |
| 25    | Đắk Lắk             |

## Sơ đồ thi đấu
|  | Vòng loại                      | Vòng loại                      |                                 |       | Vòng 16 đội | Vòng 16 đội |  |  | Tứ kết | Tứ kết |  |  | Bán kết | Bán kết |  |  | Chung kết | Chung kết |
|  |                                |                                |                                 |       |             |             |  |  |        |        |  |  |         |         |  |  |           |           |
|  |                                |                                |                                 |       |             |             |  |  |        |        |  |  |         |         |  |  |           |           |
|  |                                |                                |                                 |       |             |             |  |  |        |        |  |  |         |         |  |  |           |           |
|  |                                |                                |                                 |       |             |             |  |  |        |        |  |  |         |         |  |  |           |           |
|  | 11 tháng 4 năm 2022–Hòa Xuân   |                                |                                 |       |             |             |  |  |        |        |  |  |         |         |  |  |           |           |
|  |                                |                                |                                 |       |             |             |  |  |        |        |  |  |         |         |  |  |           |           |
|  | SHB Đà Nẵng                    | 1                              |                                 |       |             |             |  |  |        |        |  |  |         |         |  |  |           |           |
|  | SHB Đà Nẵng                    | 1                              | 7 tháng 4 năm 2022–Hàng Đẫy     |       |             |             |  |  |        |        |  |  |         |         |  |  |           |           |
|  |                                |                                | Hà Nội                          | 2     |             |             |  |  |        |        |  |  |         |         |  |  |           |           |
|  | Hà Nội                         | 4                              | Hà Nội                          | 2     |             |             |  |  |        |        |  |  |         |         |  |  |           |           |
|  | Hà Nội                         | 4                              | 8 tháng 9 năm 2022–Bình Phước   |       |             |             |  |  |        |        |  |  |         |         |  |  |           |           |
|  | Công an Nhân dân               | 0                              |                                 |       |             |             |  |  |        |        |  |  |         |         |  |  |           |           |
|  | Công an Nhân dân               | 0                              | Hà Nội                          | 5     |             |             |  |  |        |        |  |  |         |         |  |  |           |           |
|  | 7 tháng 4 năm 2022–Bình Phước  |                                | Hà Nội                          | 5     |             |             |  |  |        |        |  |  |         |         |  |  |           |           |
|  |                                | Bình Phước                     | 0                               |       |             |             |  |  |        |        |  |  |         |         |  |  |           |           |
|  | Bình Phước                     | Bình Phước                     | 0                               | 2     |             |             |  |  |        |        |  |  |         |         |  |  |           |           |
|  | Bình Phước                     | 11 tháng 4 năm 2022–Bình Phước |                                 | 2     |             |             |  |  |        |        |  |  |         |         |  |  |           |           |
|  | Sông Lam Nghệ An               | 1                              |                                 |       |             |             |  |  |        |        |  |  |         |         |  |  |           |           |
|  | Sông Lam Nghệ An               | 1                              | Bình Phước                      | 3     |             |             |  |  |        |        |  |  |         |         |  |  |           |           |
|  | 5 tháng 4 năm 2022–Tam Kỳ      |                                | Bình Phước                      | 3     |             |             |  |  |        |        |  |  |         |         |  |  |           |           |
|  |                                | Quảng Nam                      | 0                               |       |             |             |  |  |        |        |  |  |         |         |  |  |           |           |
|  | Quảng Nam                      | Quảng Nam                      | 0                               | 1     |             |             |  |  |        |        |  |  |         |         |  |  |           |           |
|  | Quảng Nam                      |                                | 23 tháng 11 năm 2022–Pleiku     | 1     |             |             |  |  |        |        |  |  |         |         |  |  |           |           |
|  | Becamex Bình Dương             | 0                              |                                 |       |             |             |  |  |        |        |  |  |         |         |  |  |           |           |
|  | Becamex Bình Dương             | 0                              | Hà Nội                          | 2     |             |             |  |  |        |        |  |  |         |         |  |  |           |           |
|  |                                |                                | Hà Nội                          | 2     |             |             |  |  |        |        |  |  |         |         |  |  |           |           |
|  |                                | Hoàng Anh Gia Lai              | 0                               |       |             |             |  |  |        |        |  |  |         |         |  |  |           |           |
|  |                                | Hoàng Anh Gia Lai              | 0                               |       |             |             |  |  |        |        |  |  |         |         |  |  |           |           |
|  | 10 tháng 4 năm 2022–Thống Nhất |                                |                                 |       |             |             |  |  |        |        |  |  |         |         |  |  |           |           |
|  |                                |                                |                                 |       |             |             |  |  |        |        |  |  |         |         |  |  |           |           |
|  | Thành phố Hồ Chí Minh          | 1 (3)                          |                                 |       |             |             |  |  |        |        |  |  |         |         |  |  |           |           |
|  | Thành phố Hồ Chí Minh          | 1 (3)                          | 6 tháng 4 năm 2022–Tự Do        |       |             |             |  |  |        |        |  |  |         |         |  |  |           |           |
|  |                                |                                | Sài Gòn                         | 1 (4) |             |             |  |  |        |        |  |  |         |         |  |  |           |           |
|  | Huế                            | 0                              | Sài Gòn                         | 1 (4) |             |             |  |  |        |        |  |  |         |         |  |  |           |           |
|  | Huế                            | 0                              | 7 tháng 9 năm 2022–Pleiku       |       |             |             |  |  |        |        |  |  |         |         |  |  |           |           |
|  | Sài Gòn                        | 5                              |                                 |       |             |             |  |  |        |        |  |  |         |         |  |  |           |           |
|  | Sài Gòn                        | 5                              | Sài Gòn                         | 1 (3) |             |             |  |  |        |        |  |  |         |         |  |  |           |           |
|  |                                |                                | Sài Gòn                         | 1 (3) |             |             |  |  |        |        |  |  |         |         |  |  |           |           |
|  |                                | Hoàng Anh Gia Lai              | 1 (5)                           |       |             |             |  |  |        |        |  |  |         |         |  |  |           |           |
|  |                                | Hoàng Anh Gia Lai              | 1 (5)                           |       |             |             |  |  |        |        |  |  |         |         |  |  |           |           |
|  | 9 tháng 4 năm 2022–Pleiku      |                                |                                 |       |             |             |  |  |        |        |  |  |         |         |  |  |           |           |
|  |                                |                                |                                 |       |             |             |  |  |        |        |  |  |         |         |  |  |           |           |
|  | Hoàng Anh Gia Lai              | 0 (5)                          |                                 |       |             |             |  |  |        |        |  |  |         |         |  |  |           |           |
|  | Hoàng Anh Gia Lai              | 0 (5)                          | 5 tháng 4 năm 2022–Hà Tĩnh      |       |             |             |  |  |        |        |  |  |         |         |  |  |           |           |
|  |                                |                                | Hồng Lĩnh Hà Tĩnh               | 0 (3) |             |             |  |  |        |        |  |  |         |         |  |  |           |           |
|  | Hồng Lĩnh Hà Tĩnh              | 3                              | Hồng Lĩnh Hà Tĩnh               | 0 (3) |             |             |  |  |        |        |  |  |         |         |  |  |           |           |
|  | Hồng Lĩnh Hà Tĩnh              | 3                              | 27 tháng 11 năm 2022–Hàng Đẫy   |       |             |             |  |  |        |        |  |  |         |         |  |  |           |           |
|  | Nam Định                       | 2                              |                                 |       |             |             |  |  |        |        |  |  |         |         |  |  |           |           |
|  | Nam Định                       | 2                              | Hà Nội                          | 2     |             |             |  |  |        |        |  |  |         |         |  |  |           |           |
|  |                                |                                | Hà Nội                          | 2     |             |             |  |  |        |        |  |  |         |         |  |  |           |           |
|  |                                | Topenland Bình Định            | 0                               |       |             |             |  |  |        |        |  |  |         |         |  |  |           |           |
|  |                                | Topenland Bình Định            | 0                               |       |             |             |  |  |        |        |  |  |         |         |  |  |           |           |
|  | 11 tháng 4 năm 2022–Bà Rịa     |                                |                                 |       |             |             |  |  |        |        |  |  |         |         |  |  |           |           |
|  |                                |                                |                                 |       |             |             |  |  |        |        |  |  |         |         |  |  |           |           |
|  | Bà Rịa – Vũng Tàu              | 0 (4)                          |                                 |       |             |             |  |  |        |        |  |  |         |         |  |  |           |           |
|  | Bà Rịa – Vũng Tàu              | 0 (4)                          | 7 tháng 4 năm 2022–TTĐT trẻ PVF |       |             |             |  |  |        |        |  |  |         |         |  |  |           |           |
|  |                                |                                | Phố Hiến                        | 0 (2) |             |             |  |  |        |        |  |  |         |         |  |  |           |           |
|  | Phố Hiến                       | 5                              | Phố Hiến                        | 0 (2) |             |             |  |  |        |        |  |  |         |         |  |  |           |           |
|  | Phố Hiến                       | 5                              | 7 tháng 9 năm 2022–Thanh Hóa    |       |             |             |  |  |        |        |  |  |         |         |  |  |           |           |
|  | Phú Thọ                        | 0                              |                                 |       |             |             |  |  |        |        |  |  |         |         |  |  |           |           |
|  | Phú Thọ                        | 0                              | Bà Rịa – Vũng Tàu               | 1     |             |             |  |  |        |        |  |  |         |         |  |  |           |           |
|  |                                |                                | Bà Rịa – Vũng Tàu               | 1     |             |             |  |  |        |        |  |  |         |         |  |  |           |           |
|  |                                | Đông Á Thanh Hóa               | 3                               |       |             |             |  |  |        |        |  |  |         |         |  |  |           |           |
|  |                                | Đông Á Thanh Hóa               | 3                               |       |             |             |  |  |        |        |  |  |         |         |  |  |           |           |
|  | 10 tháng 4 năm 2022–Thanh Hóa  |                                |                                 |       |             |             |  |  |        |        |  |  |         |         |  |  |           |           |
|  |                                |                                |                                 |       |             |             |  |  |        |        |  |  |         |         |  |  |           |           |
|  | Đông Á Thanh Hóa               | 4                              |                                 |       |             |             |  |  |        |        |  |  |         |         |  |  |           |           |
|  | Đông Á Thanh Hóa               | 4                              | 6 tháng 4 năm 2022–Long An      |       |             |             |  |  |        |        |  |  |         |         |  |  |           |           |
|  |                                |                                | Long An                         | 0     |             |             |  |  |        |        |  |  |         |         |  |  |           |           |
|  | Long An                        | 1                              | Long An                         | 0     |             |             |  |  |        |        |  |  |         |         |  |  |           |           |
|  | Long An                        | 1                              | 23 tháng 11 năm 2022–Quy Nhơn   |       |             |             |  |  |        |        |  |  |         |         |  |  |           |           |
|  | Khánh Hòa                      | 0                              |                                 |       |             |             |  |  |        |        |  |  |         |         |  |  |           |           |
|  | Khánh Hòa                      | 0                              | Đông Á Thanh Hóa                | 0     |             |             |  |  |        |        |  |  |         |         |  |  |           |           |
|  |                                |                                | Đông Á Thanh Hóa                | 0     |             |             |  |  |        |        |  |  |         |         |  |  |           |           |
|  |                                | Topenland Bình Định            | 4                               |       |             |             |  |  |        |        |  |  |         |         |  |  |           |           |
|  |                                | Topenland Bình Định            | 4                               |       |             |             |  |  |        |        |  |  |         |         |  |  |           |           |
|  | 11 tháng 4 năm 2022–Quy Nhơn   |                                |                                 |       |             |             |  |  |        |        |  |  |         |         |  |  |           |           |
|  |                                |                                |                                 |       |             |             |  |  |        |        |  |  |         |         |  |  |           |           |
|  | Topenland Bình Định            | 1                              |                                 |       |             |             |  |  |        |        |  |  |         |         |  |  |           |           |
|  | Topenland Bình Định            | 1                              | 7 tháng 4 năm 2022–Thanh Trì    |       |             |             |  |  |        |        |  |  |         |         |  |  |           |           |
|  |                                |                                | Hải Phòng                       | 0     |             |             |  |  |        |        |  |  |         |         |  |  |           |           |
|  | Phù Đổng                       | 1                              | Hải Phòng                       | 0     |             |             |  |  |        |        |  |  |         |         |  |  |           |           |
|  | Phù Đổng                       | 1                              | 8 tháng 9 năm 2022–Hàng Đẫy     |       |             |             |  |  |        |        |  |  |         |         |  |  |           |           |
|  | Hải Phòng                      | 3                              |                                 |       |             |             |  |  |        |        |  |  |         |         |  |  |           |           |
|  | Hải Phòng                      | 3                              | Topenland Bình Định             | 0 (5) |             |             |  |  |        |        |  |  |         |         |  |  |           |           |
|  |                                |                                | Topenland Bình Định             | 0 (5) |             |             |  |  |        |        |  |  |         |         |  |  |           |           |
|  |                                | Viettel                        | 0 (3)                           |       |             |             |  |  |        |        |  |  |         |         |  |  |           |           |
|  |                                | Viettel                        | 0 (3)                           |       |             |             |  |  |        |        |  |  |         |         |  |  |           |           |
|  | 11 tháng 4 năm 2022–Hàng Đẫy   |                                |                                 |       |             |             |  |  |        |        |  |  |         |         |  |  |           |           |
|  |                                |                                |                                 |       |             |             |  |  |        |        |  |  |         |         |  |  |           |           |
|  | Viettel                        | 5                              |                                 |       |             |             |  |  |        |        |  |  |         |         |  |  |           |           |
|  | Viettel                        | 5                              | 7 tháng 4 năm 2022–Cần Thơ      |       |             |             |  |  |        |        |  |  |         |         |  |  |           |           |
|  |                                |                                | Cần Thơ                         | 0     |             |             |  |  |        |        |  |  |         |         |  |  |           |           |
|  | Cần Thơ                        | 3                              | Cần Thơ                         | 0     |             |             |  |  |        |        |  |  |         |         |  |  |           |           |
|  | Cần Thơ                        | 3                              |                                 |       |             |             |  |  |        |        |  |  |         |         |  |  |           |           |
|  | Đắk Lắk                        | 1                              |                                 |       |             |             |  |  |        |        |  |  |         |         |  |  |           |           |
|  | Đắk Lắk                        | 1                              |                                 |       |             |             |  |  |        |        |  |  |         |         |  |  |           |           |

## Vòng loại
| Quảng Nam                                                                                 | 1–0                  | Becamex Bình Dương                                                                       |
| ----------------------------------------------------------------------------------------- | -------------------- | ---------------------------------------------------------------------------------------- |
| - Ngân Văn Đại 79' - Lê Văn Nam 90+5' (hết trận) - Nguyễn Vũ Hoàng Dương 90+5' (hết trận) | Chi tiết On Football | - Tô Văn Vũ 57' - Võ Hoàng Minh Khoa 83' - Nguyễn Thanh Long 86' - Nguyễn Thanh Thảo 87' |

| Quảng Nam | Becamex Bình Dương |

| Hồng Lĩnh Hà Tĩnh                                                | 3–2                | Nam Định                                        |
| ---------------------------------------------------------------- | ------------------ | ----------------------------------------------- |
| - Đào Nhật Minh 31', 54' - Ngô Xuân Toàn 71' - Phạm Văn Long 76' | Chi tiết On Sports | - Alisson 17' - Phan Văn Hiếu 24' - Rodrigo 83' |

| Hồng Lĩnh Hà Tĩnh | Nam Định |

| Huế | 0–5                 | Sài Gòn |
| --- | ------------------- | --- |
|     | Chi tiết On Sports+ | - Nguyễn Hữu Sơn 11', 64' - Phạm Công Hiển 25' - Đoàn Anh Việt 30' - Cao Văn Triền 62' - Nguyễn Việt Phong 76' |

| Huế | Sài Gòn |

| Long An | 1–0                  | Khánh Hòa            |
| --- | -------------------- | -------------------- |
| - Trần Bảo Anh 19' - Võ Nhật Tân 22' - Nguyễn Thanh Quang 33' - Nguyễn Thanh Khôi 38' - Ngô Hoàng Anh 40' - Nguyễn Duy Tâm 80' - Thái Minh Thuận 90+4' | Chi tiết On Football | - Huỳnh Nhật Tân 77' |

| Long An | Khánh Hòa |

| Phù Đổng                                  | 1–3                     | Hải Phòng |
| ----------------------------------------- | ----------------------- | --- |
| - Ngô Thành Tài 12' - Trần Minh Chiến 82' | Chi tiết On Sports News | - Đào Duy Khánh 2' - Nguyễn Hải Huy 14' 82' - Dụng Quang Nho 68' - Nguyễn Thành Đồng 85' - Vũ Minh Hiếu 76' 90+4' |

| Phù Đổng | Hải Phòng |

| Bình Phước                                                             | 2–1                  | Sông Lam Nghệ An                        |
| ---------------------------------------------------------------------- | -------------------- | --------------------------------------- |
| - Ngô Hồng Phước 55' 90+4' - Hà Kiên Cường 57' - Huỳnh Văn Huyền 90+1' | Chi tiết On Football | - Trần Đình Tiến 38' - Hồ Phúc Tịnh 76' |

| Bình Phước | Sông Lam Nghệ An |

| Phố Hiến                                                                                           | 5–0                     | Phú Thọ |
| -------------------------------------------------------------------------------------------------- | ----------------------- | ------- |
| - Trần Ngọc Sơn 15' - Lê Văn Đô 28' - Nguyễn Hữu Nam 63' - Võ Nguyên Hoàng 69' - Lý Trung Hiếu 81' | Chi tiết On Sports News |         |

| Cần Thơ                                                                                    | 3–1                | Đắk Lắk                                                    |
| ------------------------------------------------------------------------------------------ | ------------------ | ---------------------------------------------------------- |
| - Nguyễn Thanh Hải 47' - Bùi Hoàng Mỹ 54' - Hoàng Thanh Tùng 86' - Nguyễn Khắc Khiêm 90+2' | Chi tiết On Sports | - Đỗ Xuân Thi 8' - Phạm Văn Trường 24' - Phạm Gia Hưng 90' |

| Hà Nội                                                                             | 4–0                  | Công an Nhân dân                                                        |
| ---------------------------------------------------------------------------------- | -------------------- | ----------------------------------------------------------------------- |
| - Phạm Tuấn Hải 37' (ph.đ.), 64' - Bùi Hoàng Việt Anh 61' - Nguyễn Văn Quyết 90+3' | Chi tiết On Football | - Nguyễn Trung Đại Dương 12' - Đinh Thanh Bình 60' - Đặng Quang Huy 78' |

| Hà Nội | Công an Nhân dân |

## Vòng 16 đội
| Hoàng Anh Gia Lai                                                                           | 0–0                  | Hồng Lĩnh Hà Tĩnh                                                                  |
| ------------------------------------------------------------------------------------------- | -------------------- | ---------------------------------------------------------------------------------- |
| - Washington 56' - Mauricio 80' - Jefferson 90+3' (hết trận)                                | Chi tiết On Football | - Nguyễn Văn Huy 29' - Nguyễn Văn Hạnh 56' - Abdul Basit 68' - Trần Văn Công 90+2' |
| Loạt sút luân lưu                                                                           |                      |                                                                                    |
| - Vũ Văn Thanh - Nguyễn Phong Hồng Duy - Lương Xuân Trường - Nguyễn Công Phượng - Jefferson | 5–3                  | - Janclesio - Đào Văn Nam - Trần Văn Công - Nguyễn Văn Đức                         |

| Hoàng Anh Gia Lai | Hồng Lĩnh Hà Tĩnh |

| Đông Á Thanh Hóa | 4–0                  | Long An |
| --- | -------------------- | ------- |
| - Nguyễn Trọng Hùng 25' - Đàm Tiến Dũng 45+2' - Doãn Ngọc Tân 51' - Nguyễn Hữu Lâm 58' - Lê Văn Thắng 60' - Lê Quốc Phương 67' | Chi tiết On Football |         |

| Đông Á Thanh Hóa | Long An |

| Thành phố Hồ Chí Minh                                                                            | 1–1                  | Sài Gòn                                                                                             |
| ------------------------------------------------------------------------------------------------ | -------------------- | --------------------------------------------------------------------------------------------------- |
| - Trần Đình Khương 2' - Hồ Tuấn Tài 41' - Dương Văn Khoa 74' - Nguyễn Đoàn Duy Anh 89'           | Chi tiết On Football | - Nguyễn Hồng Sơn 5' 68' - Nguyễn Quốc Long 59'                                                     |
| Loạt sút luân lưu                                                                                |                      | |
| - Võ Ngọc Tỉnh - Lâm Ti Phông - Bruno Cosendey - Trần Đình Khương - Brendon Lucas - Chu Văn Kiên | 3–4                  | - Cao Văn Triền - Trần Mạnh Cường - Nguyễn Hữu Sơn - Nguyễn Hồng Sơn - André Vieira - Huỳnh Tấn Tài |

| Thành phố Hồ Chí Minh | Sài Gòn |

| SHB Đà Nẵng                                                   | 1–2                  | Hà Nội                                                        |
| ------------------------------------------------------------- | -------------------- | ------------------------------------------------------------- |
| - Phạm Đình Duy 48' - Võ Hoàng Quảng 85' - Phạm Nguyên Sa 86' | Chi tiết On Football | - Ivancic 57' - Trương Văn Thái Quý 87' - Siladji 90+1' 90+2' |

| SHB Đà Nẵng | Hà Nội |

| Bình Phước                                                               | 3–0                     | Quảng Nam        |
| ------------------------------------------------------------------------ | ----------------------- | ---------------- |
| - Ngô Hồng Phước 11', 57' 17' - Nguyễn Văn Quý 31' - Đậu Thanh Phong 72' | Chi tiết On Sports News | - Hồ Minh Dĩ 74' |

| Bình Phước | Quảng Nam |

| Bà Rịa – Vũng Tàu                                                      | 0–0                 | Phố Hiến                                                          |
| ---------------------------------------------------------------------- | ------------------- | ----------------------------------------------------------------- |
| - Tô Phương Thịnh 50' - Nguyễn Trung Thành 51' - Trần Hoàng Hưng 53'   | Chi tiết On Sports+ | - Lê Văn Đô 76'                                                   |
| Loạt sút luân lưu                                                      |                     |                                                                   |
| - Nguyễn Văn Giang - Trần Hoàng Phúc - Nguyễn Ngọc Hùng - Ngô Viết Phú | 4–2                 | - Lê Văn Đô - Trịnh Quang Trường - Trịnh Văn Chung - Tẩy Văn Toàn |

| Bà Rịa – Vũng Tàu | Phố Hiến |

| Topenland Bình Định                                               | 1–0                | Hải Phòng |
| ----------------------------------------------------------------- | ------------------ | --------- |
| - Lý Công Hoàng Anh 25' - Adriano Schmidt 90+4' - Rafaelson 90+5' | Chi tiết On Sports |           |

| Topenland Bình Định | Hải Phòng |

| Viettel                                                                                                | 5–0                  | Cần Thơ            |
| --- | -------------------- | ------------------ |
| - Nhâm Mạnh Dũng 39', 46' - Bùi Duy Thường 64' - Dương Văn Hào 88' - Nguyễn Đức Hoàng Minh 90+1' 90+1' | Chi tiết On Football | - Bùi Hoàng Mỹ 64' |

| Viettel | Cần Thơ |

## Tứ kết
| Đông Á Thanh Hóa                                                                         | 3–1                  | Bà Rịa – Vũng Tàu                                                                         |
| ---------------------------------------------------------------------------------------- | -------------------- | ----------------------------------------------------------------------------------------- |
| - Hoàng Đình Tùng 26' - Lê Văn Thắng 55', 80' - Vũ Xuân Cường 90+1' - Đoàn Ngọc Hà 90+3' | Chi tiết On Football | - Nguyễn Văn Giang 65' - Trần Hoàng Phúc 75' - Trần Hoàng Hưng 78' - Nguyễn Văn Thạnh 87' |

| Đông Á Thanh Hóa | Bà Rịa – Vũng Tàu |

| Hoàng Anh Gia Lai                                                              | 1–1                     | Sài Gòn                                                                               |
| ------------------------------------------------------------------------------ | ----------------------- | ------------------------------------------------------------------------------------- |
| - Lê Văn Sơn 39' - Bruno 72'                                                   | Chi tiết On Sports News | - Nguyễn Hồng Sơn 48' - Nguyễn Hữu Sơn 65' - Hoàng Mình Tuấn 66' - Phạm Văn Phong 66' |
| Loạt sút luân lưu                                                              |                         |                                                                                       |
| - Vũ Văn Thanh - Trần Hữu Đông Triều - Bruno - Nguyễn Công Phượng - Washington | 5–3                     | - Matheus - Rodrigue - Lâm Thuận - Nguyễn Công Thành                                  |

| Bình Phước     | 0–5                  | Hà Nội                                                                                 |
| -------------- | -------------------- | -------------------------------------------------------------------------------------- |
| - Hà Vũ Em 55' | Chi tiết On Football | - Phạm Tuấn Hải 2' - Nguyễn Văn Tùng 12' - Đỗ Duy Mạnh 68' - Nguyễn Văn Quyết 80', 85' |

| Viettel                                                     | 0–0                  | Topenland Bình Định                                                     |
| ----------------------------------------------------------- | -------------------- | ----------------------------------------------------------------------- |
| - Nguyễn Đức Chiến 30'                                      | Chi tiết On Football | - Đỗ Thanh Thịnh 21' - Dương Thanh Hào 36' - Đỗ Văn Thuận 70'           |
| Loạt sút luân lưu                                           |                      |                                                                         |
| - Bùi Tiến Dũng - Geovane - Hồ Khắc Ngọc - Nguyễn Hoàng Đức | 3–5                  | - Rafaelson - Hà Đức Chinh - Hồ Tấn Tài - Nghiêm Xuân Tú - Jermie Lynch |

## Bán kết
| Hoàng Anh Gia Lai | 0–2                                  | Hà Nội                 |
| ----------------- | ------------------------------------ | ---------------------- |
|                   | Chi tiết On Sports News, Next Sports | - Lucão 37', 59' 90+2' |

| Topenland Bình Định                     | 4–0                               | Đông Á Thanh Hóa                                               |
| --------------------------------------- | --------------------------------- | -------------------------------------------------------------- |
| - Rafaelson 15', 45', 63' - Hendrio 83' | Chi tiết On Football, Next Sports | - Nguyễn Thái Sơn 20' - Lê Phạm Thành Long 45+1' - Gustavo 78' |

## Chung kết
| Hà Nội                                                                                               | 2–0                               | Topenland Bình Định                                         |
| --- | --------------------------------- | ----------------------------------------------------------- |
| - Đậu Văn Toàn 25' - Nguyễn Thành Chung 28' - Đoàn Văn Hậu 48' - Lucão 80' - Trương Văn Thái Quý 81' | Chi tiết On Football, Next Sports | - Đỗ Thanh Thịnh 22' - Dương Thanh Hào 68' - Hồ Tấn Tài 77' |

| Thống kê             | Hà Nội | Topenland Bình Định |
| -------------------- | ------ | ------------------- |
| Bàn thắng            | 2      | 0                   |
| Tỷ lệ kiểm soát bóng | 45%    | 55%                 |
| Số cú sút            | 14     | 15                  |
| Số cú sút trúng đích | 4      | 0                   |
| Phạm lỗi             | 12     | 4                   |
| Việt vị              | 3      | 4                   |
| Thẻ vàng             | 3      | 3                   |
| Thẻ đỏ               | 0      | 0                   |

## Thống kê mùa giải

### Theo câu lạc bộ
| Xếp hạng                     | Câu lạc bộ | Số lượng |
| ---------------------------- | --- | -------- |
| CLB ghi nhiều bàn thắng nhất | Hà Nội | 15       |
| CLB ghi ít bàn thắng nhất    | Công an Nhân dân Becamex Bình Dương Phú Thọ Khánh Hòa Huế | 0        |
| CLB lọt lưới nhiều nhất      | Bình Phước | 6        |
| CLB lọt lưới ít nhất         | Khánh Hòa Becamex Bình Dương Thành phố Hồ Chí Minh Hà Nội | 1        |
| CLB nhận thẻ vàng nhiều nhất | Topenland Bình Định | 8        |
| CLB nhận thẻ vàng ít nhất    | Huế Phú Thọ | 0        |
| CLB nhận thẻ đỏ nhiều nhất   | Quảng Nam Becamex Bình Dương | 2        |
| CLB nhận thẻ đỏ ít nhất      | Topenland Bình Định Long An Phù Đổng Huế Cần Thơ Hồng Lĩnh Hà Tĩnh Công an Nhân dân Sài Gòn Đắk Lắk Đông Á Thanh Hóa Hải Phòng Bình Phước Hoàng Anh Gia Lai SHB Đà Nẵng Bà Rịa – Vũng Tàu Phố Hiến Sông Lam Nghệ An Thành phố Hồ Chí Minh Nam Định Viettel Khánh Hòa Phú Thọ Hà Nội | 0        |

### Bảng xếp hạng câu lạc bộ
Bị loại ở Vòng loại:
Công an Nhân dân, Sông Lam Nghệ An, Becamex Bình Dương, Huế, Nam Định, Phù Đổng, Phú Thọ, Khánh Hòa, Đắk Lắk
Bị loại ở Vòng 16 đội:
SHB Đà Nẵng, Quảng Nam, Thành phố Hồ Chí Minh, Hồng Lĩnh Hà Tĩnh, Phố Hiến, Long An, Hải Phòng, Cần Thơ
Bị loại ở Tứ kết:
Bà Rịa – Vũng Tàu, Sài Gòn, Bình Phước, Viettel
Bị loại ở Bán kết:
Hoàng Anh Gia Lai, Đông Á Thanh Hóa
Á quân:Topenland Bình Định
Vô địch:Hà Nội

### Theo cầu thủ

###### Cầu thủ ghi bàn hàng đầu
Đã có 69 bàn thắng ghi được trong 24 trận đấu, trung bình 2.88 bàn thắng mỗi trận đấu.

| Xếp hạng | Cầu thủ                 | Câu lạc bộ            | Số bàn thắng |
| -------- | ----------------------- | --------------------- | ------------ |
| 1        | Ngô Hồng Phước          | Bình Phước            | 3            |
| 1        | Lê Văn Thắng            | Đông Á Thanh Hóa      | 3            |
| 1        | Nguyễn Văn Quyết        | Hà Nội                | 3            |
| 1        | Phạm Tuấn Hải           | Hà Nội                | 3            |
| 1        | Nguyễn Hữu Sơn          | Sài Gòn               | 3            |
| 1        | Rafaelson               | Topenland Bình Định   | 3            |
| 2        | Lucão do Break          | Hà Nội                | 2            |
| 2        | Trương Văn Thái Quý     | Hà Nội                | 2            |
| 2        | Đào Nhật Minh           | Hồng Lĩnh Hà Tĩnh     | 2            |
| 2        | Nhâm Mạnh Dũng          | Viettel               | 2            |
| 3        | Nguyễn Văn Thạnh        | Bà Rịa – Vũng Tàu     | 1            |
| 3        | Đậu Thanh Phong         | Bình Phước            | 1            |
| 3        | Hà Kiên Cường           | Bình Phước            | 1            |
| 3        | Hoàng Thanh Tùng        | Cần Thơ               | 1            |
| 3        | Nguyễn Khắc Khiêm       | Cần Thơ               | 1            |
| 3        | Nguyễn Thanh Hải        | Cần Thơ               | 1            |
| 3        | Phạm Gia Hưng           | Đắk Lắk               | 1            |
| 3        | Đàm Tiến Dũng           | Đông Á Thanh Hóa      | 1            |
| 3        | Hoàng Đình Tùng         | Đông Á Thanh Hóa      | 1            |
| 3        | Nguyễn Hữu Lâm          | Đông Á Thanh Hóa      | 1            |
| 3        | Nguyễn Trọng Hùng       | Đông Á Thanh Hóa      | 1            |
| 3        | Bùi Hoàng Việt Anh      | Hà Nội                | 1            |
| 3        | Đoàn Văn Hậu            | Hà Nội                | 1            |
| 3        | Đỗ Duy Mạnh             | Hà Nội                | 1            |
| 3        | Nguyễn Văn Tùng         | Hà Nội                | 1            |
| 3        | Vladimir Silađi         | Hà Nội                | 1            |
| 3        | Nguyễn Hải Huy          | Hải Phòng             | 1            |
| 3        | Nguyễn Thành Đồng       | Hải Phòng             | 1            |
| 3        | Vũ Minh Hiếu            | Hải Phòng             | 1            |
| 3        | Bruno Henrique          | Hoàng Anh Gia Lai     | 1            |
| 3        | Phạm Văn Long           | Hồng Lĩnh Hà Tĩnh     | 1            |
| 3        | Ngô Hoàng Anh           | Long An               | 1            |
| 3        | Alisson Pereira Santana | Nam Định              | 1            |
| 3        | Rodrigo da Silva Dias   | Nam Định              | 1            |
| 3        | Lê Văn Đô               | Phố Hiến              | 1            |
| 3        | Lý Trung Hiếu           | Phố Hiến              | 1            |
| 3        | Nguyễn Hữu Nam          | Phố Hiến              | 1            |
| 3        | Trần Ngọc Sơn           | Phố Hiến              | 1            |
| 3        | Võ Nguyên Hoàng         | Phố Hiến              | 1            |
| 3        | Ngô Thành Tài           | Phù Đổng              | 1            |
| 3        | Ngân Văn Đại            | Quảng Nam             | 1            |
| 3        | Cao Văn Triền           | Sài Gòn               | 1            |
| 3        | Nguyễn Hồng Sơn         | Sài Gòn               | 1            |
| 3        | Nguyễn Việt Phong       | Sài Gòn               | 1            |
| 3        | Phạm Công Hiển          | Sài Gòn               | 1            |
| 3        | Phạm Đình Duy           | SHB Đà Nẵng           | 1            |
| 3        | Hồ Phúc Tịnh            | Sông Lam Nghệ An      | 1            |
| 3        | Hồ Tuấn Tài             | Thành phố Hồ Chí Minh | 1            |
| 3        | Adriano Schmidt         | Topenland Bình Định   | 1            |
| 3        | Hendrio Araujo Dasilva  | Topenland Bình Định   | 1            |
| 3        | Bùi Duy Thường          | Viettel               | 1            |
| 3        | Dương Văn Hào           | Viettel               | 1            |
| 3        | Nguyễn Đức Hoàng Minh   | Viettel               | 1            |

#### Ghi hat-trick
| Cầu thủ   | Câu lạc bộ          | Đối thủ          | Kết quả | Ngày                 |
| --------- | ------------------- | ---------------- | ------- | -------------------- |
| Rafaelson | Topenland Bình Định | Đông Á Thanh Hóa | 4–0 (H) | 23 tháng 11 năm 2022 |

- Ghi chú:

4: ghi 4 bàn; (H) – Sân nhà; (A) – Sân khách

#### Số trận giữ sạch lưới
| Xếp hạng | Thủ môn              | Câu lạc bộ          | Số trận giữ sạch lưới |
| -------- | -------------------- | ------------------- | --------------------- |
| 1        | Bùi Tấn Trường       | Hà Nội              | 3                     |
| 2        | Đặng Văn Lâm         | Topenland Bình Định | 2                     |
| 2        | Quàng Thế Tài        | Viettel             | 2                     |
| 3        | Nguyễn Thanh Tuấn    | Bà Rịa – Vũng Tàu   | 1                     |
| 3        | Phạm Trần Thanh Vũ   | Bình Phước          | 1                     |
| 3        | Trịnh Xuân Hoàng     | Đông Á Thanh Hóa    | 1                     |
| 3        | Quan Văn Chuẩn       | Hà Nội              | 1                     |
| 3        | Huỳnh Tuấn Linh      | Hoàng Anh Gia Lai   | 1                     |
| 3        | Dương Quang Tuấn     | Hồng Lĩnh Hà Tĩnh   | 1                     |
| 3        | Nguyễn Hoàng Việt    | Long An             | 1                     |
| 3        | Đặng Tuấn Hưng       | Phố Hiến            | 1                     |
| 3        | Phạm Hữu Nghĩa       | Phố Hiến            | 1                     |
| 3        | Phí Minh Long        | Quảng Nam           | 1                     |
| 3        | Phạm Văn Phong       | Sài Gòn             | 1                     |
| 3        | Trần Đình Minh Hoàng | Topenland Bình Định | 1                     |